# Xenotransplantace

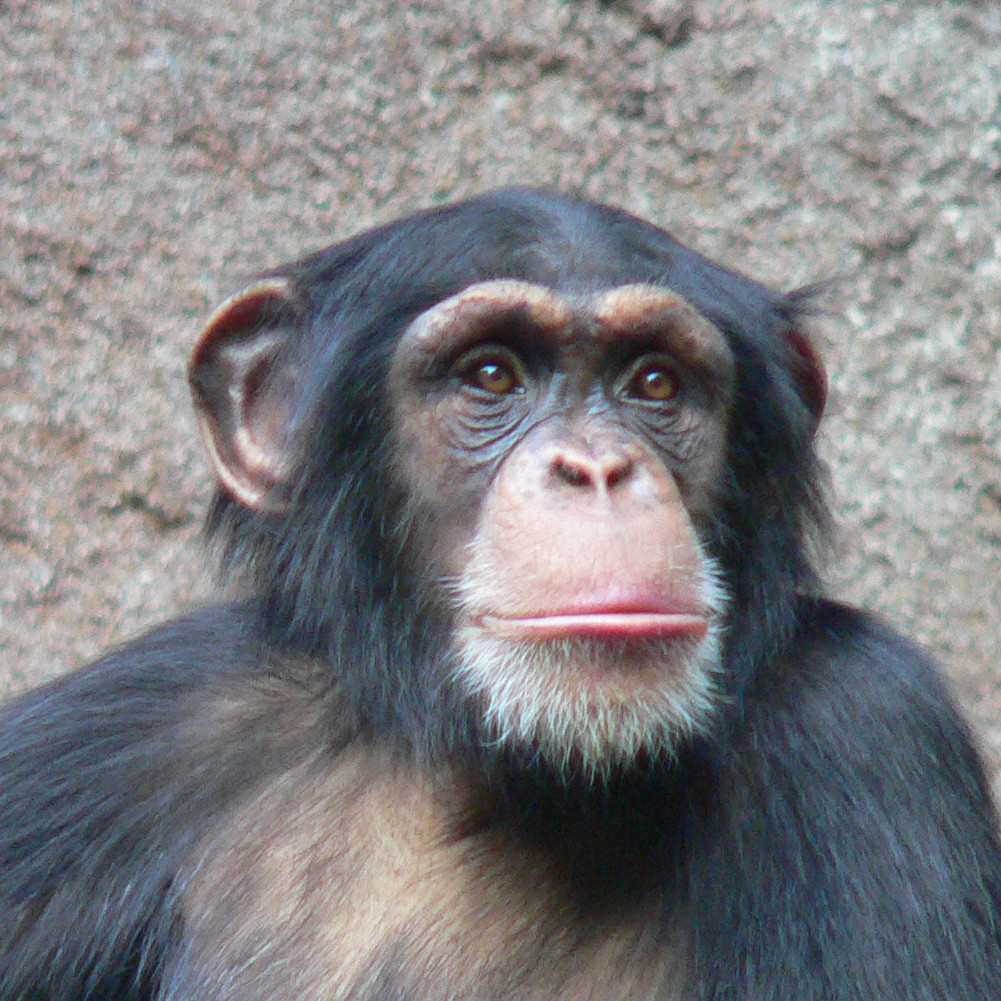
Šimpanz obecný v Zoo Lipsko

Xenotransplantace je terapeutický zákrok, kdy se nefunkční tkáň nebo orgán příjemce nahradí zdravým odpovídajícím orgánem či tkání od jedince jiného živočišného druhu než je příjemce. Dalšími druhy transplantace jsou syngenní (štěpy pocházejí od geneticky identického jedince – například dvojčata nebo imbrední kmeny zvířat) a alogenní (dárcem je geneticky neidentický jedinec téhož živočišného druhu).

## Definice pojmů
- Štěp – přenášené buňky, orgán nebo tkáň
- Dárce – jedinec, ze kterého pochází transplantovaný štěp
- Příjemce – jedinec, kterému je štěp transplantován
- Odhojení – rejekce – nežádoucí reakce příjemce na štěp

## Obecné informace
Podle posledních výzkumů zemře každý den 20 pacientů čekajících na transplantaci, což je zhruba 7000 každý rok. Řešením této situace může být buď vývoj artificiálních orgánů, které však stále mají značné rezervy v biokompatibilitě a funkčnosti, nebo využití xenotransplantací. Vzhledem k velikosti a fyziologii orgánů by optimálním druhem zvířete pro xenotransplantace u lidí mohlo být prase. Vzhledem k tomuto faktu, je celý článek dále zaměřen na výzkum a poznatky vycházející z modelu xenotransplantace z prasete na primáty. Výhodou xenotransplantátů obecně je fakt, že jejich povrchové molekuly (například MHC komplexy či adhezivní molekuly) jsou tak odlišné od těch lidských, že výsledná imunitní reakce je srovnatelná s reakcí na alotransplantáty. Na druhou stranu ale lidské sérum obsahuje velké množství přirozených protilátek, které se vážou na sacharidové struktury prasečích endoteliálních buněk a aktivují tak imunitní odpověď. Řešením tohoto problému by mohla být příprava transgenních prasat, která by tyto sacharidové struktury na svých endoteliálních buňkách neměla, případně by navíc ještě na povrchu buněk měla lidské membránové proteiny. Reaktivita na xenotransplantát by pak mohla být potlačena běžnou imunosupresí.
V klinické praxi se dnes již běžně využívají bezbuněčné xenotransplantáty, jako jsou šlachy, vazy, kůže nebo štěpy kosti. Orgánové transplantace jsou mnohem náročnější a pro jejich bezproblémové použití je třeba ještě mnoha klinických testů a vývoj nových metod. Dalším důležitým aspektem je, že existují obavy související s přenosem prasečích endogenních retrovirů z orgánů nebo buněk na lidského příjemce. Nicméně skutečná rizika jsou nyní považována za malá. Navíc, pokud by bylo potřeba, pomocí nedávno uvedené siRNA technologie by mělo být zabráněno aktivaci těchto retrovirů. Ze zmíněných problémů vyplývá, že dohled ze strany regulačních orgánů nad všemi, kdo provádí klinické studie v oblasti xenotransplantací, je stále důležitý.

## Historie
První záznamy o xenotransplantaci sahají až do 17. století, kdy byly provedeny pokusy o krevní transfuzi ze zvířat. V 19. a 20. století následovaly operace rohovky a orgánů jako jsou játra nebo srdce. Až s nástupem genového inženýrství se však možnost xenotransplantací jeví jako reálná. V současné době je nejvíce snah věnováno genetickým modifikacím zvířat za účelem ochrany jejich tkání před lidským imunitním systémem. 

## Výhody
- Neomezené množství orgánů, tkání a buněk
- Šance pro pacienty, kteří už nejsou „perspektivními“ pro konvenční transplantaci
- Možnost výběru vhodného orgánu
- Orgány jsou z živých zdravých zvířat, tudíž jsou v lepším stavu, než tkáně od pacientů s poškozeným mozkem
- Odbourání některých kulturních bariér týkajících se darování lidských orgánů

## Rizika
U všech typů transplantací může různou rychlostí a s různou mírou pravděpodobnosti dojít k odmítnutí štěpu příjemcem. Tento jev se jinak též nazývá odhojení (rejekce) a může být zprostředkován několika mechanismy.
Oproti alotransplantátům, v jejichž odhojování dominuje buněčná imunitní odpověď, v případě xenotransplantací je hlavním mechanismem humorální odpověď zprostředkovaná protilátkami. Jedná se o tzv. hyperakutní odhojení, které je založeno na přirozeně se vyskytujícím spektru protilátek v séru, které vážou antigeny na povrchu buněk štěpu z jiného živočišného druhu. Jednotlivé druhy se totiž více či méně liší např. v glykosylačních vzorcích svých povrchových proteinů. Odlišná Glykosylace je pro lidský organismus velmi významným imunogenním signálem. Mezi eukaryotními a prokaryotními organismy, ale též mezi eukaryotními navzájem, panuje výrazný rozdíl v glykosylaci povrchových proteinů, což mimo jiné imunitnímu systému umožňuje rozpoznat přítomnost nejrůznějších patogenů a může proti nim zahájit Imunitní odpověď. Jelikož se jedná o vnější znak, může být rozeznán hned při prvním kontaktu a může se o to účinněji zabránit rozvoji infekce apod. Při vzniku repertoáru B lymfocytů, buněk zodpovědných za produkci protilátek, dochází k eliminaci autoreaktivních klonů, tedy těch buněk, které by tvořily protilátky vázající se na povrch vlastních buněk. Nejsou však deletovány buňky, které by produkovaly protilátky rozeznávající antigeny na jinodruhové tkáni (xenoprotilátky). Při xenotransplantaci tedy dochází k masivní vazbě příjemcových protilátek na xenoantigeny štěpu a v reakci na to se aktivuje komplementová kaskáda, která má za následek poškození štěpu a tedy jeho odhojení. Hyperakutní odhojení je nejrychlejší typ odhojovací reakce. Vyvíjí se v řádu minut až hodin.

V některých případech mohou být xenotransplantáty paradoxně příjemcem lépe akceptovány než alotransplantáty. Je to dáno inkompatibilitou povrchových buněčných receptorů (např. na buňkách příjemce)a jejich interakčních partnerů (ligandů; např. na buňkách dárce). Tato inkompatibilita je zpravidla dána rozdílem na aminokyselinové úrovni. Ligandy s receptory se následkem toho nerozeznávají, nedochází k přenosu potřebného signálu a buněčná odhojovací reakce tak není aktivována.

### Nežádoucí reakce
Protilátková odpověď. Na prasečí tkáni byl pro lidský organismus, jakožto nejsilnější imunogenní antigen identifikován specifický glykosylační vzorec povrchových proteinů. Prasečí glykosylace (propojení cukerných zbytků Galα1,3Gal) je odlišná od lidské a tato diskrepance způsobuje, že je tkáň preformovanými protilátkami rozeznána jako cizorodý substrát, a tedy se proti štěpu rozvine imunitní odpověď. Jednou z variant, jak předejít samotné aktivaci imunitní reakce, je vytvoření transgenních zvířat provedením tzv. genového knock-outu (tzn. na genové úrovni by se vyřadil z funkce enzym zodpovědný za tuto, pro lidský organismus antigenní, glykosylaci, v důsledku čehož by štěp nebyl protilátkami rozeznán).
Aktivace komplementu. Vazba protilátek na povrchové antigeny aktivuje na buněčném povrchu proteolytickou kaskádu souboru proteinů (komplementu), která v důsledku vede k lyzi buněk. To by v případě xenotransplantátu rovněž vyústilo v odhojení štěpu. Lidské buňky nesou na svém povrchu specifické proteiny regulující komplement (CD55, CD59, CD46) a tím se chrání proti jeho aktivaci. Tuto zbraň, lidským buňkám vlastní, by bylo možné v xenotransplantacích využít pro předejití odhojovací reakce. Pokud by prasečí buňky přirozeně tyto lidské regulační proteiny exprimovaly, nedocházelo by k tvorbě lytického komplexu a transplantovaná tkáň by tak nebyla odhojena.
Přežívání prasečích štěpů bylo dosud spíše než cílenou imunitní reakcí limitováno srážením krve v malých cévách a poruchou srážlivosti u příjemce. Snahou vědců je tedy genom prasat genově inženýrskými metodami obohatit o lidské antikoagulanty. Pokud budeme v budoucnu schopni všechny tyto postupy zkombinovat, bude pravděpodobnost odhojení xenoštěpů z prasat významně snížena. Evoluční vzdálenost mezi člověkem a prasetem však xenotransplantacím zatím i přes dosavadní objevy příliš nenahrává. Na prasečích buňkách totiž existuje ještě řada dosud neidentifikovaných antigenů, které imunitní reakci spouští. Další výzkum je tedy stále nezbytný. 

### Zoonózy či retroviry
Endogenní retroviry (ERV) jsou pozůstatkem dávných infekcí, které se integrovaly do zárodečné DNA v podobě provirového genomu, který se přenáší vertikálně z rodičů na potomky. Provirus většinou přežívá spíše jako část hostitelského genomu než jako infekční agens. V průběhu evoluce došlo u těchto provirů ke vzniku mutací, takže se, až na některé výjimky, staly defektními a nejsou schopné produkovat proteiny. V některých živočišných druzích však byly identifikovány replikace-schopné ERV. Spadají sem kuřata, myši, kočky, primáti a prasata. Ačkoli jsou ERV normálně vůči svým přirozeným hostitelům nepatogenní, bylo prokázáno, že po překročení druhové bariéry jsou schopné se úspěšně množit a způsobovat onemocnění.
Riziko neúmyslného přenosu patogenů mezi druhy je při xenotransplantacích ještě významnější, jelikož dochází k obejití přirozených hostitelských imunitních bariér (kůže, slizniční povrchy). Zvířecí patogeny, které by byly za normálních podmínek pro člověka neinfekční, by se xenotransplantací patogenními mohly stát. Následný přenos těchto zvířecích patogenů napříč lidskou populací by měl vážné následky, jako např. potenciální vývoj novodobých epidemií. Běžně podávaná imunosupresiva pro potlačení odhojení štěpu by riziko reaktivace neinfekčních nebo latentních patogenů ještě posílila.
Případy zoonózy již byly v minulosti popsány, ať už pandemická „prasečí chřipka“ z let 1918-1919 nebo epidemie encefalitidy v Malajsii a Singapuru, jejímž původcem byl netopýří virus. Zoonotické viry se mohou mezi lidmi zpočátku šířit jen ve své latentní podobě. Může trvat i několik desítek let, než začne virus způsobovat onemocnění. Vlivem tohoto tichého šíření tak dochází k významně masivnějšímu zamoření populace. Příkladem by, dle teorie původu, mohl být HIV, původce onemocnění AIDS. Tento virus je příbuzný viru SIV, způsobujícímu obdobné onemocnění u opic. HIV, který se do lidské populace pravděpodobně přenesl právě z primátů, byl popsán v osmdesátých letech 20. století, ale mezi lidmi se šířil již nejméně od let šedesátých.
Ačkoli jsou tedy některé viry druhově specifické, k infekci napříč druhy přesto může dojít a virus se může na nového hostitele adaptovat, popřípadě dokonce rekombinovat s jinými viry hostitele, což by vedlo ke vzniku nového škodlivého fenotypu. Bohužel jsou právě prasata, jinak téměř ideální zdroj štěpů pro xenotransplantace na člověka, jedním z živočišných druhů, u kterých byly ERV popsány, a proto musí být při úvahách nad bezpečností přenosu orgánů a tkání brána v potaz všechna známá i dosud neidentifikovaná infekční agens.  

## Příklady transplantace orgánů z prasat na primáty
V současné době se doba přežití štěpu po xenotransplantaci z prasat na primáty liší podle druhu transplantované tkáně. Prasečí srdce transplantované heterotopicky funguje po dobu 6-8 měsíců, orthotopicky transplantované prasečí srdce funguje u paviánů necelé 2 měsíce. Transplantované ledviny z prasat fungují odpovídajícím způsobem po dobu 2-3 měsíců. Přežití štěpů z prasečích jater je omezeno kvůli rychlému rozvoji Trombocytopenie u příjemce, což vede k vnitřnímu krvácení v několika původních orgánech. Přežití štěpu prasečích plic je omezeno pouze na hodiny. Prozatím existuje málo důkazů o tom, že orgán transplantovaný z prasete do primáta bude vykonávat všechny funkce původního orgánu, i když budou překonány potřebné imunitní bariéry. Doposud bylo v rámci výzkumu provedeno několik xenotransplantací různých orgánů.

### Transplantace Langerhansových ostrůvků z prasat na primáty
Přežití diabetických opic, kterým byly do portální žíly transplantovány štěpy prasečích Langerhansových ostrůvků, se pohybuje v rozmezí 3-6 měsíců. V jednom případě to bylo dokonce více než jeden rok. V metabolizmu glukózy u prasat a u opic však existují rozdíly, které mohou způsobit problémy při snaze dosáhnout normoglykémii u opic s transplantovanými prasečími Langerhansovými ostrůvky. Současné údaje ale naznačují, že dosažení normoglykémie u lidí po transplantaci prasečích Langerhansových ostrůvků by mělo být snazší. 

### Xenotransplantace rohovky
In vivo studie provedené u primátů ukázaly, že při lokální léčbě kortikosteroidy zůstala i neupravená (wild-type) prasečí rohovka funkční několik měsíců. Navíc in vitro experimentální důkazy naznačují, že rohovky z geneticky upravených prasat vykazují značnou odolnost vůči lidské imunitní odpovědi. Je tedy pravděpodobné, že z hlediska imunity bude rohovka z geneticky modifikovaných prasat brzy srovnatelná s lidskou rohovkou.

### Neuronové buněčné xenotransplantace
Předmětem zkoumání je také potenciál prasete jako zdroje buněk, které by mohly napravit různá neurodegenerativní onemocnění. Výzkum v této oblasti je významný především kvůli rostoucímu počtu pacientů s Parkinsonovou chorobou. Zde se ukazuje značné využití pro prasečí buňky produkující dopamin. U opic, kterým byly navozeny příznaky Parkinsonovy choroby, došlo k významnému zlepšení motorických funkcí poté, co jim byly implantovány buňky z předního středního mozku (mesencephalonu) prasečích embryí.

### Prase jako zdroj červených krvinek (erytrocytů) pro klinické transfuze
Erytrocyty z geneticky modifikovaných prasat by mohly sloužit jako alternativní zdroj červených krvinek v mnoha zemích, zejména tam, kde je vysoký výskyt HIV pozitivity. Většina charakteristik prasečích erytrocytů je totiž podobná lidským červeným krvinkám. Erytrocyty z geneticky modifikovaných prasat však zatím nejsou srovnatelné s ABO kompatibilitou erytrocytů.

## Postoj pacientů ke xenotransplantacím
Porozumění imunobiologii rejekce xenotransplantátu je v současné době na tak vysoké úrovni, že lidé zapojení do výzkumu předpokládali okamžitě ujetí této nové technologie. U samotných pacientů se však setkali s další překážkou. Ti totiž většinou souhlasí s xenotransplantací buněk nebo bezbuněčných transplantátů, u orgánů však již váhají. Na základě tohoto faktu vzniklo i několik studií zabývajících se porovnáním názoru zdravé populace a pacientů (ať už čekajících na transplantaci nebo pacientů po tomto zákroku):
- 65 % čekajících pacientů by dalo přednost okamžité transplantaci prasečího orgánu před čekáním na vhodného lidského dárce
- 28,3 % by orgán přijalo jen v případě nouze
- 6,7 % by v každém případě raději počkalo na lidský orgán

Je nutné podotknout, že když se poté provedlo proškolení pacientů o výhodách a rizicích xenotransplantace a o současných možnostech, procento pacientů, kteří by přijali prasečí orgán, se zvýšilo.  